# Värmeverk
Värmeverk är en teknisk anläggning för storskalig produktion av värme, vanligtvis i form av hetvatten för användning i ett fjärrvärmesystem. Storleken kan variera kraftigt, från att bara förse enstaka bostadsområden med värme till att värma upp hela städer. Anläggningen är mindre tekniskt avancerad än ett kraftvärmeverk, som förutom värme även producerar elektricitet. 
Den vanligaste värmekällan är förbränning av olika bränslen, såsom olja, kol, ved och hushållsavfall. Andra värmekällor som använts är bland annat kärnenergi och elektrisk energi.
Enklare och billiga värmeverk används ofta som komplement till dyrare anläggningar som kräver en hög nyttjandegrad för att vara lönsamma. Värmeverken har då ofta enklare reningsutrustning vilket kräver ett renare och dyrare bränsle för att leva upp till miljökraven. Denna egenskap gör dem lämpliga att använda som spets- eller reservproduktion i fjärrvärmenät när den dyrare anläggningen måste stoppas eller inte räcker till, t.ex. under sommaravställning eller riktigt kalla dagar. 
Värmeverk är också en tidigare vanlig benämning på det företag som äger och driver ett fjärrvärmesystem. Benämningen var i första hand använd av sådana fjärrvärmeverksamheter som drevs i kommunal förvaltning.

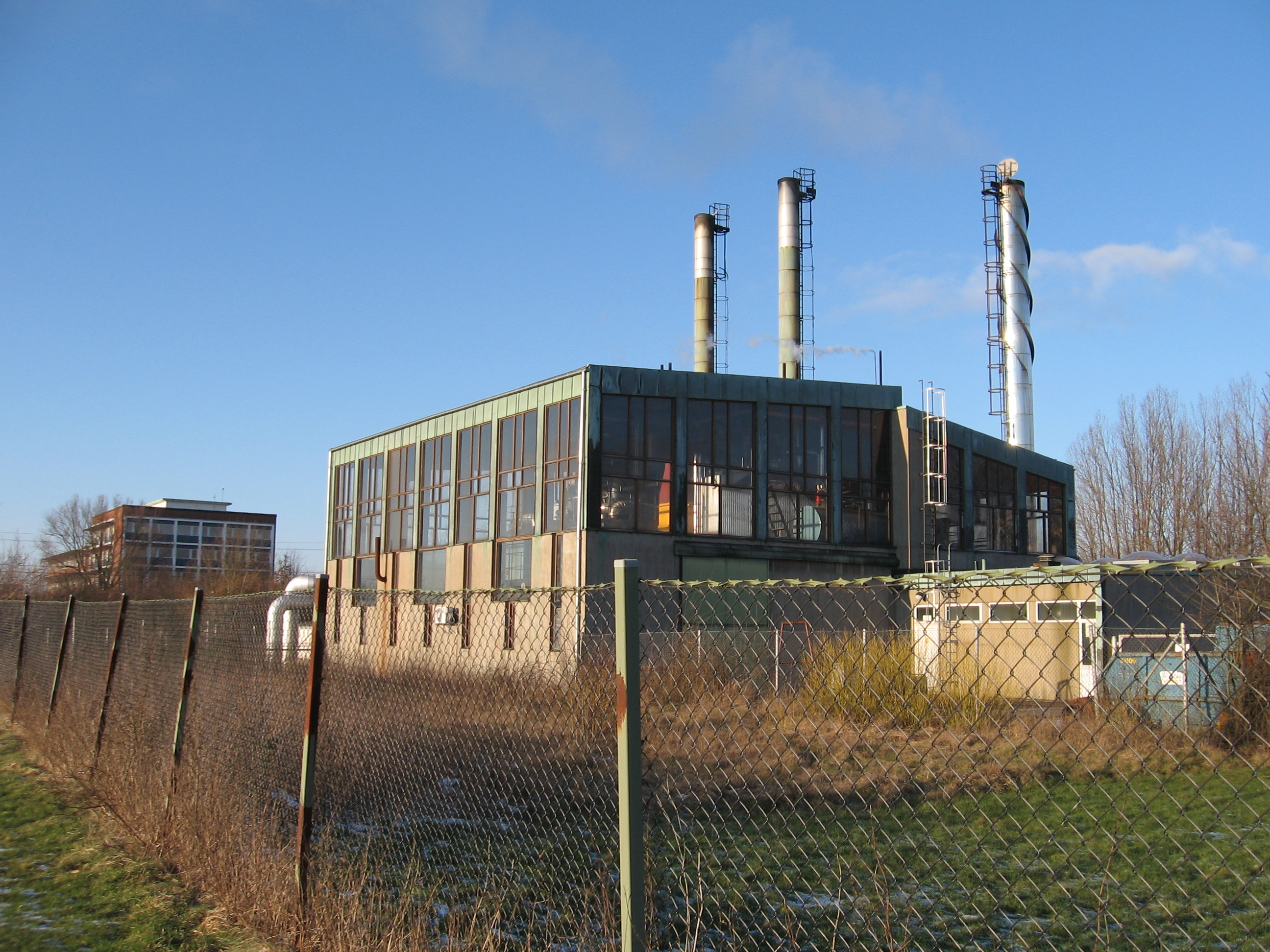
Värmeverket Södra verket på Klostergården i Lund, uppfört 1963.
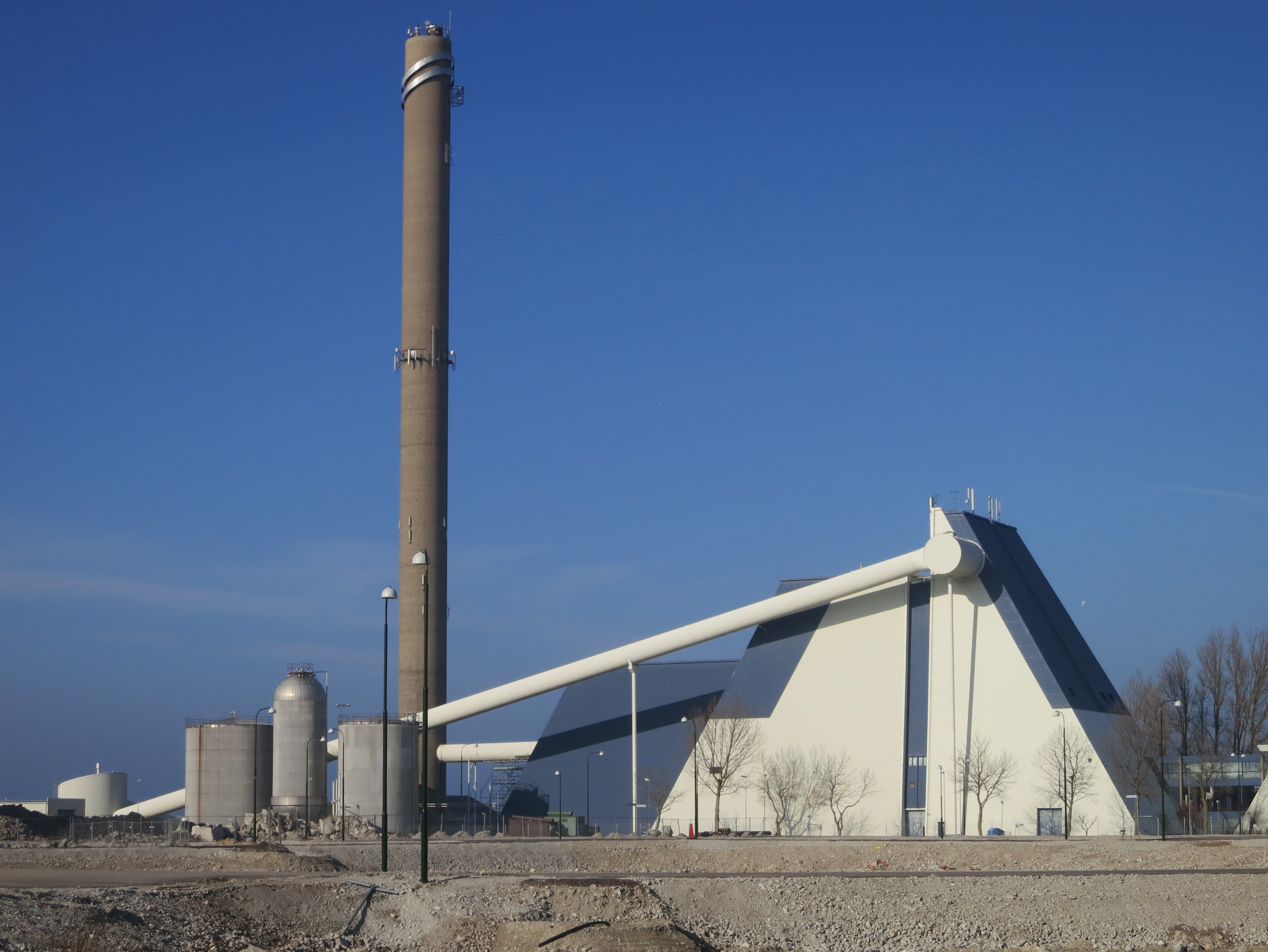
Värmeverket Limhamns fjärrvärmecentral, uppfört av Sydkraft 1984.
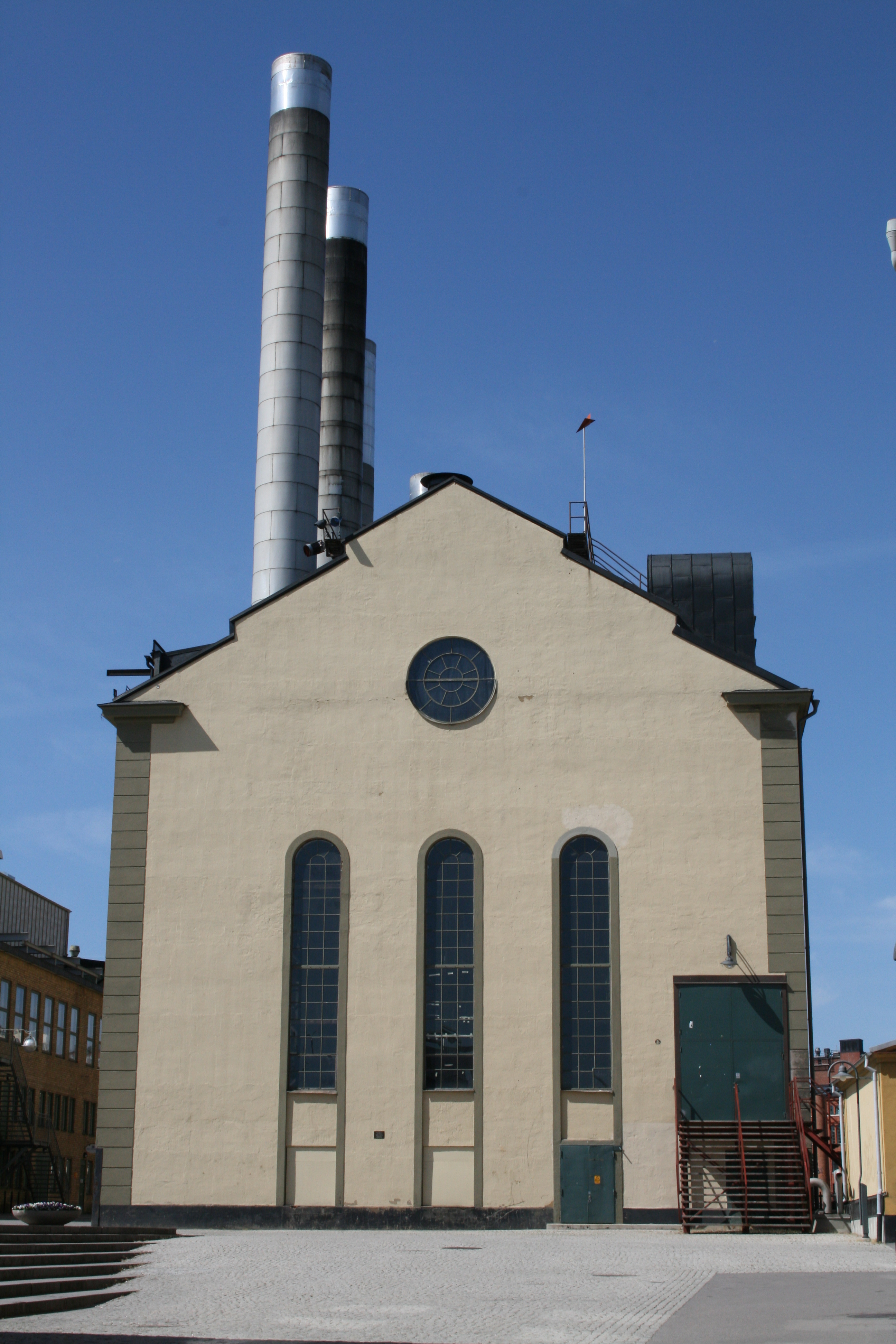
Värmekyrkan i Norrköping
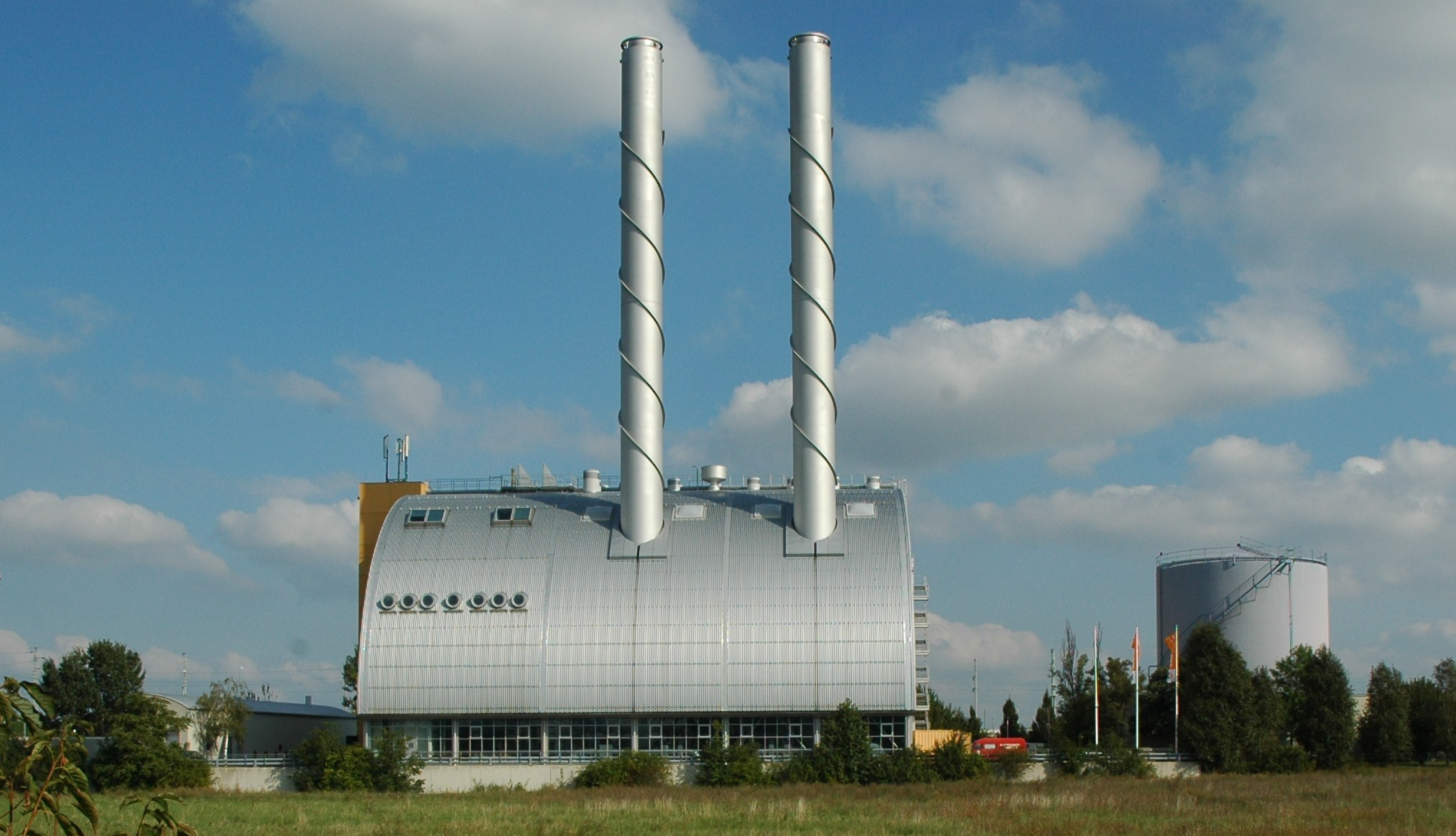
Värmeverk i Wien, det största fossilbränslevärmeverket i Österrike, 358 MW.